# Bertrand de Billy
Bertrand de Billy (* 11. Januar 1965 in Paris) ist ein französisch-schweizerischer Dirigent.

## Leben
Bertrand de Billy wurde in Paris geboren. Er erhielt dort seine Ausbildung und arbeitete zuerst als Orchestermusiker, bald aber auch als Dirigent mit verschiedenen Orchestern seiner Heimatstadt, bevor er sich entschloss, nach Deutschland zu gehen, um sich seinen Weg als Operndirigent von Grund auf zu erarbeiten. Er begann als Erster Kapellmeister und Geschäftsführender Generalmusikdirektor in Dessau.
Anschließend hatte er Engagements in Berlin und Wien, wo er 1994 mit der Premiere von Carmen  an der Wiener Volksoper zum ersten Mal auf sich aufmerksam machte. Von 1996 bis 1998 war er erster Kapellmeister der Wiener Volksoper, wo er mit seinen Mozartinterpretationen, aber auch mit seiner musikalischen Umsetzung der Harry-Kupfer-Inszenierung von Boris Godunow hervortrat.
Parallel dazu entwickelte sich sehr rasch seine internationale Karriere. Er trat an den Staatsopern in Berlin, Hamburg und München auf, ebenso ab 1996 an der Wiener Staatsoper, am Royal Opera House Covent Garden, an Brüssels La Monnaie und an der Pariser Opéra National. Weitere Engagements hatte er in Washington, Los Angeles und an der New Yorker Metropolitan Opera, wo er seit 1997 regelmäßig Gast ist und u. a. die Neuproduktion von Gounods Roméo et Juliette leitete.
Von Herbst 1999 bis Juli 2004 war Bertrand de Billy Chefdirigent des wieder aufgebauten Teatro del Liceu in Barcelona. Er leitete in dieser Zeit insgesamt 16 Premieren, zuletzt Wagners Ring des Nibelungen. 2004 studierte er an der Wiener Staatsoper die fünfaktige Fassung von Verdis Don Carlos ein, 2007 leitete er die Premiere von Massenets Manon mit Anna Netrebko und Roberto Alagna. 2008 dirigierte er die Neuproduktion von Gounods Faust.
Bertrand de Billy war von 2002 bis 2010 Chefdirigent des RSO Wien. Die Zusammenarbeit mit dem RSO Wien begann im Frühjahr 1998 mit Massenets Maria Magdalena beim Festival OsterKlang und setzte sich dann beim Sommerfestival KlangBogen mit den Produktionen Werther, Luisa Miller, Idomeneo, Fidelio und dem Projekt „Verdi-Marathon“ fort. Im Sommer 2006 folgten zum „Mozartjahr“ die Neuproduktion von Don Giovanni und fast parallel die Don-Juan-Paraphrase Flammen des tschechischen Komponisten Erwin Schulhoff.
Im Sommer 2008 dirigierte er bei den Salzburger Festspielen die neue Produktion von Mozarts Don Giovanni mit den Wiener Philharmonikern. Im Oktober 2008 folgte die neue Produktion von Gounods Faust an der Wiener Staatsoper. Im Januar 2009 stand er am Pult des RSO in der neuen Produktion von Debussys Pelléas et Mélisande im Theater an der Wien. Ebenfalls in 2009 wurde er mit der Wiener Flötenuhr für die Einspielung der drei Da-Ponte-Opern Mozarts ausgezeichnet. Er ist seit September 2013 Ständiger Gastdirigent an der Oper Frankfurt und Gastdirigent des Frankfurter Opern- und Museumsorchesters (bis 2018). Von September 2013 bis 2016 war er ebenfalls Erster Gastdirigent beim Orchestre de Chambre de Lausanne.
Auf dem Konzertsektor erarbeitete de Billy mit dem RSO Wien eine große Anzahl an Ur- und Erstaufführungen zeitgenössischer Komponisten – u. a. von Friedrich Cerha, György Kurtág, Thomas Daniel Schlee, Michael Jarrell, Henri Dutilleux, HK Gruber, Wolfgang Rihm, Johannes Maria Staud, Benoît Mernier, Fausto Romitelli, Jörg Widmann, Luciano Berio, B.A. Zimmermann, Olivier Messiaen und Hans Werner Henze. Daneben begann er einen Mahler-Zyklus und setzte Klassiker des 20. Jahrhunderts (Debussy, Ravel, Alban Berg, de Falla, Hindemith u. a.) neben die kontinuierliche Pflege von Klassik und Romantik. Seit 2002 trat Bertrand de Billy mit dem RSO Wien alljährlich bei den Salzburger Festspielen auf.

## Tonträger-Produktionen
Bertrand de Billy hat mit dem RSO Wien zahlreiche CD-Produktionen aufgenommen, unter anderem einen Mozart/da-Ponte-Zyklus, Eugen d’Alberts Tiefland, Ausschnitte aus Wagners Tristan und Isolde (mit Deborah Polaski und Johan Botha), Klavierkonzerte von Ravel und George Gershwin mit Pascal Rogé sowie Schuberts Große Sinfonie in C-Dur. Es folgte eine Einspielung von Beethovens Eroica. Im Frühjahr 2008 erschienen ein Mitschnitt von Paul Dukas’ Ariane et Barbe-Bleue mit Deborah Polaski, sowie weitere Beethoven-Symphonien und Tondichtungen von Richard Strauss.

## Auszeichnungen
Bertrand de Billy ist Ritter des französischen Ordre national de la Légion d’honneur, des Ordre national du Mérite und Ordre des Arts et des Lettres. 2010 erhielt er das Goldene Ehrenzeichen für Verdienste um die Republik Österreich. Außerdem ist Bertrand de Billy im Vorstand der Europäischen Musiktheater-Akademie. 2014 wurde er beim Österreichischen Musiktheaterpreis mit dem Goldenen Schikaneder in der Kategorie beste musikalische Leitung für Mathis der Maler am Theater an der Wien ausgezeichnet.
2024 wurde er Ehrenmitglied der Wiener Staatsoper und erhielt den Ehrenring der Staatsoper.